# Rudolf Korndörfer
Karl Rudolf Korndörfer (* 20. Juni 1906 in Reichenbach/Sachsen; † 27. April 1992 in Hersbruck) war im nationalsozialistischen Deutschen Reich Oberregierungsrat und SS-Sturmbannführer, Leiter der Geheimen Staatspolizei in Kassel und Kommandeur des Einsatzkommandos 11a (Sarajevo) und des Einsatzkommandos Agram der Einsatzgruppe E (Kroatien).

## Herkunft und Studium
Rudolf Korndörfer wurde als Sohn eines Kaufmanns geboren. Er besuchte das Realgymnasium in Reichenbach und studierte nach seinem Abitur Rechtswissenschaften an der Universität Leipzig. 1929 legte er die erste und 1933 die zweite juristische Staatsprüfung in Dresden ab.

## Zeit des Nationalsozialismus
Zum 1. Mai 1933 trat Korndörfer in die NSDAP (Mitgliedsnummer 1.916.181) und am 1. Februar 1934 in die SS ein (SS-Nummer 107.409). Er trat aus der Kirche aus und bezeichnete sich fortan als „gottgläubig“.
Nach der Ablegung der zweiten juristischen Staatsprüfung fand Korndörfer Beschäftigung bei einem Rechtsanwalt. Anschließend war er bei der Staatsanwaltschaft tätig, bevor er ab April 1935 eine bereits seit 1933 ehrenamtlich ausgeübte Tätigkeit beim SD-Oberabschnitt Elbe in Dresden hauptamtlich wahrnahm. Im November 1937 wechselte er als Assessor zur Gestapo in Berlin.
Zum SS-Obersturmführer wurde Korndörfer am 9. November 1938, zum SS-Hauptsturmführer am 30. Januar 1939 und zum SS-Sturmbannführer am 10. September 1939 befördert.
Im Juli 1939 (nach anderen Quellen am 7. Dezember 1940) wurde Korndörfer zum Leiter der Stapostelle Kassel ernannt. Dieses Amt übte er bis zum 6. September 1941 aus. Unter seiner Leitung wurde im Mai 1940 das Arbeitserziehungslager Breitenau bei Guxhagen für den Regierungsbezirk Kassel eingerichtet.
Im September 1941 wechselte Korndörfer als Kommandeur eines Einsatzkommandos der Sicherheitspolizei und des SD nach Metz. Ab Oktober 1942 war er bei der Gestapoleitstelle in Berlin tätig. Vom 15. Mai bis 9. September 1943 führte er als Kommandeur das Einsatzkommando 11a der Einsatzgruppe E (Kroatien) in Sarajevo und ab 9. September 1943 das Einsatzkommando Agram.
Korndörfer wurde im November 1944 zum Oberregierungsrat ernannt und im Folgemonat vom Reichsführer SS Heinrich Himmler mit dem Kriegsverdienstkreuz I. Klasse mit Schwertern ausgezeichnet. Außerdem war er Träger des SS-Totenkopfringes.